# Matteo Piras
Matteo Piras (30 de setembro de 1993) é um judoca italiano. Competiu nos Jogos Olímpicos de Verão de 2024 em Paris, sendo eliminado nas oitavas de final.
Terminou em quinto lugar no Campeonato do Mundo de 2024, em Abu Dhabi. Conquistou a medalha de ouro no Open da Europa em Zagreb, em 2021. Venceu o Open da Europa em Belgrado em 2017. Conquistou o bronze na Taça da Europa de seniores em Celje, em 2018. Conquistou a prata no Open da Europa em Roma, em 2019. Conquistou a medalha de prata no Open da Europa em Cluj Napoca em 2019. Conquistou a prata no Grande Prémio de Zagreb em 2022 e o bronze no Grand Slam de Abu Dhabi em 2022. Conquistou uma medalha de bronze no Grand Slam de Tbilisi em 2023. Conquistou a prata no Grand Slam Qazaqstan Barysy 2024.